# 金野俊美
金野俊美（こんの としみ、1937年5月27日 - 2010年9月27日）は日本の大蔵官僚。銀行局検査部長、印刷局長、ヒメノ（株）社長、同社会長などを歴任。東京都目黒区自由が丘1丁目在住。

## 来歴
岩手県水沢市出身。東京大学経済学部経済学科卒業。1963年4月 大蔵省入省（関税局総務課）。1969年7月 左京税務署長。1977年7月 主計局主計官補佐（通商産業第一、二係主査）。1979年7月 熊本県企画開発部長。1987年6月 証券局総務課長。1988年6月15日 大臣官房審議官（大臣官房担当）。1989年6月 銀行局検査部長。1991年6月11日 印刷局長。1992年6月26日 退官。同年7月 石油公団理事。2001年6月 ヒメノ（株）社長。その後、同社取締役会長。2010年9月27日 気道内出血のため死去。

## 略歴
- 1963年4月：大蔵省入省（関税局総務課）[3]。
- 1965年5月：名古屋国税局調査査察部。
- 1966年4月：大臣官房調査企画課。
- 1967年4月：証券局総務課。
- 1969年7月：左京税務署長。
- 1970年7月：関税局付（外務研修）。
- 1971年5月：外務省在ベルギー日本大使館二等書記官。
- 1974年1月：外務省在ベルギー日本大使館一等書記官。
- 1975年7月：大臣官房調査企画課長補佐。
- 1977年7月：主計局主計官補佐（通商産業第一、二係主査）。
- 1979年7月：熊本県企画開発部長。
- 1981年7月：大臣官房参事官（岩崎大臣官房審議官室）[4]。
- 1984年6月：証券局資本市場課長。
- 1986年6月：証券局業務課長。
- 1987年6月：証券局総務課長。
- 1988年6月15日：大臣官房審議官（大臣官房担当）。
- 1989年6月：銀行局検査部長。
- 1991年6月11日：印刷局長。
- 1992年6月26日：退官。
- 2009年4月：瑞宝中綬章受章[5]。